# Discocactus
Discocactus é um gênero botânico da família cactaceae.

## Espécies
Discocactus albispinus

Discocactus bahiensis

Discocactus catingicola

Discocactus ferricola

Discocactus heptacanthus

Discocactus placentiformis

Discocactus silicicola

Discocactus woutersianus

Discocactus zehntneri